# Yenişabanlı, Ağaçören
Yenişabanlı là một xã thuộc huyện Ağaçören, tỉnh Aksaray, Thổ Nhĩ Kỳ. Dân số thời điểm năm 2010 là 308 người.